# Austmusia lindi
Austmusia lindi är en spindelart som beskrevs av Gray 1983. Austmusia lindi ingår i släktet Austmusia och familjen Amphinectidae.
Artens utbredningsområde är Victoria, Australien. Inga underarter finns listade.